# Череп и кости
Тази статия се отнася за международния символ за опасност. За пиратския флаг вижте Веселия Роджър.
Череп и кости е символ, състоящ се от човешки череп и чифт дълги кости, кръстосани под него. В общия случай е използван като предупредителен знак за смъртоносна опасност, най-често отрова.

## История
От средата на 18-и век черепните символи се използват официално в европейската военна сила. Един от първите полкове бяха фридеричийските хусари през 1741 г., наречени още "Хусарите с череп". От тази комбинация черепът стана важен символ в германската военна сила. Използван е в пруската армия, след Първата световна война от Фрайкорпс и в националсоциалистическа Германия от Вермахта и СС.
През 1829 г. щатът Ню Йорк изисква означаването на всички съдове с отровни вещества. Изглежда, че символът с череп и кости започва да се използва за тази цел от 1850-те. Преди това са използвани различни мотиви, включително датското "+ + +" и рисунки на скелети.

## Употреба
Днес символът все още е единственият стандартен символ за отрова. Въпреки това, той се среща все по-рядко извън индустриалната среда, отколкото преди. Причината за това, освен евентуалното отблъскване на екологично осъзнати потребители, е възможността да привлича децата поради асоциацията си с пиратството, популярна тема в игрите и играчките.
В Уникод, символът за череп и кости е U+2620 (☠). HTML-кодът е &#9760;.
Някои разпятия включват череп и кости под изображението на тялото на Исус, напомняйки за легенда, според която мястото на разпъването е и мястото, на което е погребан Адам.